# El Olivar (Kasztília-La Mancha)
El Olivar egy község Spanyolországban, Guadalajara tartományban. El Olivar Alocén, Berninches, Budia és Durón községekkel határos. Lakosainak száma 84 fő (2024).

## Népesség
A település népessége az utóbbi években az alábbiak szerint változott:
| Lakosok száma | 112  | 161  | 112  | 133  | 195  | 89   | 77   | 71   | 69   | 84   |
|               | 2001 | 2004 | 2006 | 2009 | 2011 | 2014 | 2016 | 2019 | 2021 | 2024 |